# Luotuo Hu
Luotuo Hu (kinesiska: 骆驼湖) är en sjö i Kina. Den ligger i den autonoma regionen Tibet, i den sydvästra delen av landet, omkring 1 000 kilometer nordväst om regionhuvudstaden Lhasa. Luotuo Hu ligger 5 100 meter över havet. Arean är 62 kvadratkilometer. Trakten runt Luotuo Hu består i huvudsak av gräsmarker. Den sträcker sig 8,0 kilometer i nord-sydlig riktning, och 12,6 kilometer i öst-västlig riktning.
Genomsnittlig årsnederbörd är 204 millimeter. Den regnigaste månaden är augusti, med i genomsnitt 56 mm nederbörd, och den torraste är november, med 1 mm nederbörd.